# Звёздное население
Звёздные населе́ния (или звёздные популя́ции, англ. stellar populations) — типы звёздного состава галактик. Различаются по химическому составу, пространственному распределению, положению на диаграмме Герцшпрунга — Рассела, собственным скоростям и другим критериям. Классификация по двум населениям была предложена Бааде в 1944 году и дополнена ещё одной группой в конце 1970-х годов.
Разделение населения галактик на типы довольно условно. Каждое население состоит из нескольких подтипов, которые имеют свои характерные особенности. Также не существует единого мнения о существовании звёздного населения III, некоторые исследователи считают, что первые звезды во Вселенной принадлежат к особой подкатегории населения II.

## Классификация
Население I характеризуется заметным содержанием в спектре элементов тяжелее гелия (астрономы называют их «металлами»). Тяжёлые элементы образовались в более ранних звёздах и распространились при взрывах сверхновых. Солнце, как и большинство звёзд галактического диска, является типичным представителем населения I.
В звёздах населения II содержание тяжёлых элементов на несколько порядков ниже. Это старые звёзды, сформировавшиеся вскоре после Большого взрыва, старше 10 млрд лет. В спиральных галактиках население II составляют шаровые скопления в галактическом гало.
Гипотетическое население III должно составлять первое поколение звёзд после Большого взрыва. Предполагается, что это очень тяжёлые звёзды с малым временем жизни, не дожившие до наших дней. Большая масса объясняется отсутствием углерода, необходимого для каталитического CNO-цикла горения водорода — в таких звёздах мог происходить только протон-протонный термоядерный цикл, требующий больших температур. Существует несколько работ 2010-х годов, описывающих галактики, вероятно, состоящие из таких звёзд.
Звезды населения III, как очень массивные, эволюционировали очень быстро, и их продолжительность жизни составляла около миллиона лет. По этой причине они в настоящее время не видны в нашей Галактике. Самая старая известная звезда — SMSS J031300.36-670839.3, которая возникла из материала от взрыва сверхновой. Вероятно, эта звезда была рождена в переходный период между возрастом населения III звезды и населением II.
Запланированные новые дальние инфракрасные космические миссии, такие как космический телескоп имени Джеймса Уэбба, призваны помочь объяснить природу звёзд III популяции.